# إيكر هرنانديز
إكير هرنانديز (بالإسبانية: Iker Hernández) (8 أبريل 1994 في إسبانيا - ) هو لاعب كرة قدم إسباني في مركز الهجوم. شارك مع منتخب إسبانيا تحت 17 سنة لكرة القدم ومنتخب إسبانيا تحت 18 سنة لكرة القدم ومنتخب إسبانيا تحت 19 سنة لكرة القدم ومنتخب إسبانيا تحت 20 سنة لكرة القدم. أما مع النوادي، فقد لعب مع ريال سوسيداد ب وريال سوسيداد ونادي باراكالدو.

## وصلات خارجية
- إكير هرنانديز على موقع قاعدة بيانات كرة القدم.إي يو (الإنجليزية)
- إكير هرنانديز على موقع Soccerway.com (الإنجليزية)
- إكير هرنانديز على موقع عالم كرة القدم.نت (الإنجليزية)